# Kloster Kirchberg am Wechsel

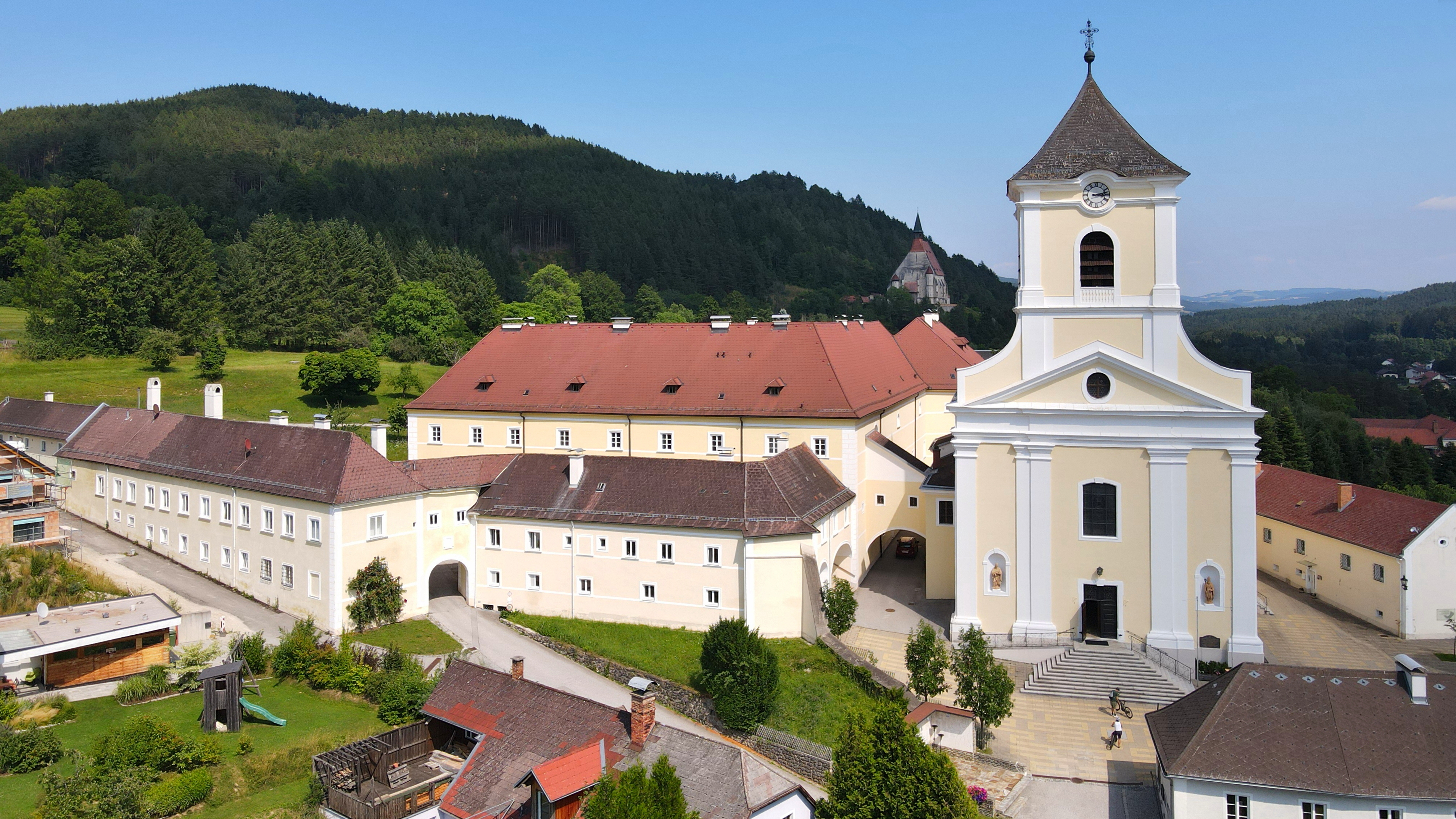
Westansicht des Klosters

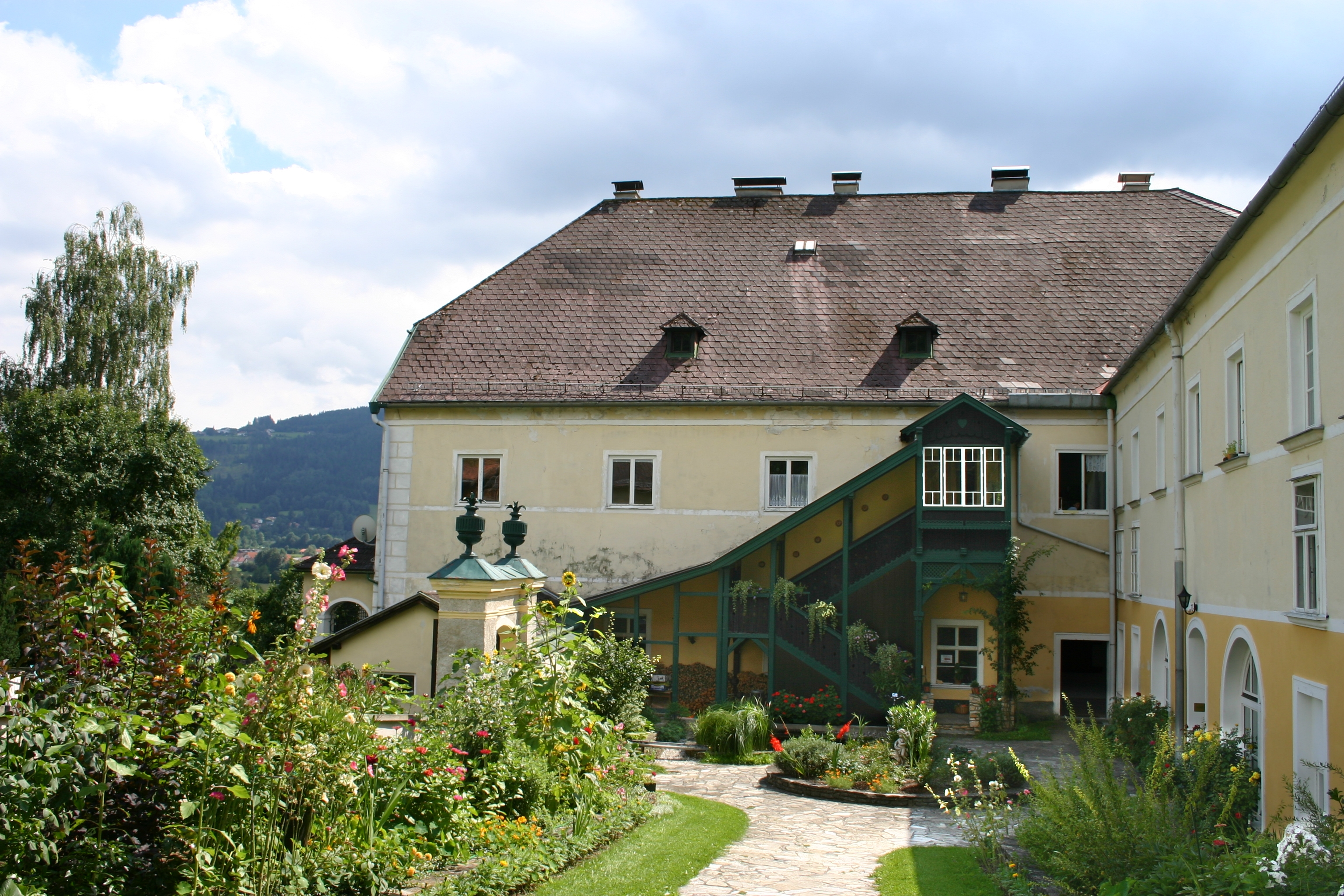
Klosterhof

Das Kloster Kirchberg am Wechsel steht in der Marktgemeinde Kirchberg am Wechsel im Bezirk Neunkirchen in Niederösterreich. Im Kloster bilden Dominikanerinnen eine Dominikanische Gemeinschaft. Die Konventgebäude des ehemaligen Augustiner-Chorfrauenstifts stehen unter Denkmalschutz (Listeneintrag). Das Kloster bildet mit der Pfarrkirche Kirchberg am Wechsel und dem Pfarrhof ein Bauensemble.

## Geschichte
Vermutlich 1216 wurde von den Herren von Kranichberg eine Nonnenzelle gestiftet. Urkundlich wurde 1260 ein Kloster und 1306 eine Priorin genannt. Von 1654 bis 1657 wurde unter der Priorin Anna Jakoba Pollinger ein Neubau der barocken Klosteranlage nach den Plänen des Architekten Georg Gerstenbrand erbaut. Die Stiftskirche hl. Jakobus der Ältere wurde von 1754 bis 1756 als barocker Neubau errichtet. Im Jahre 1782 kam es zur Aufhebung des Stiftes. Danach standen die Konventgebäude im Privatbesitz. 1828 wurden die Gebäude unter Erzbischof Leopold Maximilian von Firmian von der Erzdiözese Wien erworben und wurde bischöfliches Mensalgut und beherbergte das Forstamt und Wohnungen. 1990 wurde das Kloster mit Herz-Jesu-Priestern wiederhergestellt und das Forstamt abgesiedelt. 1999 erfolgte die Neubesiedlung des Klosters durch Dominikanerinnen, welche eine Dominikanische Gemeinschaft bilden.

## Stiftsgebäude
Vierflügelanlage mit Nischenkapelle
Die unregelmäßige Klosteranlage um die Pfarr- und Stiftskirche hat nördlich der Kirche eine frühbarocke Vierflügelanlage. Die Vierflügelanlage wurde vom Architekten Gerstenbrand über einem spätmittelalterlichen Vorgängerbau errichtet. Die dreigeschoßige Anlage zeigt an der Fassade eine Ortsteinquaderung im Putz und Bänderung. Das Hauptportal mit einer Oberlichte hat Stuckvoluten. In der Südfront ist eine kapellenartige Nische mit einem frühbarocken Altar eingebunden. Der Altar als Säulenretabel zeigt in der Predella die Jahresangabe 1647. In der Rundbogennische steht eine Pietà aus dem zweiten Viertel des 15. Jahrhunderts. Der gesprengte Giebel des Altars zeigt im oktogonalen Auszugsbild Gottvater und im Predellenbild Chorfrauen unter dem Schutz des Bischofs. Der Hof der Vierflügelanlage hat im Erdgeschoß vermauerte Rundbogenarkaden mit abgefasten Pfeilern und Kreuzgratgewölben. Das weitere Erdgeschoß ist weitgehend mit Stichkappentonnen überwölbt. Das Obergeschoß hat an den Decken Stuckspiegel.
Nebentrakt mit Befestigungsbauten
Im Südwesten und Süden stehen Nebentrakte mit dem Pfarramt in einer Hanglage. Das Gebäude wurde 1720 über spätmittelalterlichen Befestigungsbauten errichtet. Der spätmittelalterliche Torbau und eine steile Treppenanlage wurden erhalten. Über einem hohen Kellergeschoß sind ein- bis zweigeschoßige Aufbauten. Die Fassade zeigt schlitzförmige Schießschartenfenster und Ortsteinquaderung im Putz. Der spätmittelalterlichen Torbau zeigt das Wandgemälde Kreuzigung mit Maria und Johannes mit einer Renaissance-Rahmung um 1530.
Wirtschaftstrakt
Nordwestlich des Hauptgebäudes liegt ein lang gestreckter Wirtschaftstrakt als Restbestand eines ehemaligen Meierhofes. Der zweigeschoßige Bau hat Tonnengewölbe mit Stichkappen und eine Rundbogendurchfahrt mit dem Wappen mit der Angabe DH und dem Renovierungsdatum 1974.